# Helicopsyche temora
Helicopsyche temora là một loài Trichoptera trong họ Helicopsychidae. Chúng phân bố ở miền Tân bắc.